# 莪山畲族乡
莪山畲族乡是中华人民共和国浙江省杭州市桐庐县下辖的一个民族乡。

## 行政区划
莪山畲族乡下辖以下村级行政区划单位：
塘联村、尧山村、莪山民族村、新丰民族村、龙峰民族村、沈冠村村和中门民族村。